# Национальный центр по вопросам равенства трансгендерных людей
Национальный центр по вопросам равенства трансгендерных людей (НЦВРТ, National Center for Transgender Equality) — некоммерческая социальная организация, основанная в 2003 году трансгендерной активисткой Марой Кейслинг в Вашингтоне, округ Колумбия. Организация работает в основном в области пропаганды и медия с целью продвижения равенства трансгендерных людей в США.

## История
В 2002 году Мара Кейслинг, тогдашний сопредседатель Пенсильванской коалиции за гендерные права, переехала в Вашингтон, округ Колумбия. Там она приняла решение открыть первый в Вашингтоне центр защиты прав транслюдей. При поддержке Национальной группы Кейслинг в 2003 году основала Национальный центр по вопросам равенства трансгендерных людей.
Позже Кейслинг и НЦВРТ возглавили United ENDA, коалицию из более чем 400 организаций по защите прав ЛГБТ, лоббировавшую изменения в Закон о недискриминации в сфере занятости. Изменения предусматривали защиту трансгендерных лиц. Хотя законопроект в конечном счёте не был принят, это был первый в истории закон, учитывающий интересы транслюдей, который был предложен Конгрессу США и привёл к первым в истории слушаниям в Конгрессе по вопросам прав транслюдей.